# Pierre Etchebaster
Pierre Etchebaster, francoski igralec pravega tenisa, * 8. december 1893, Saint-Jean-de-Luz, Francija, † 24. marec 1980,  Saint-Jean-de-Luz.
Etchebaster velja za najboljšega igralca pravega tenisa v zgodovini te različice tenisa. Trenirati je začel star skoraj trideset let, toda po šestih letih je napredoval do naslova svetovnega prvaka. Nato je 26 zaporednih let (1928–1954) držav naslov svetovnega prvaka v pravem tenisu, dokler se ni nepremagan upokojil v starosti šestdeset let. Leta 1977 je bil sprejet v Mednarodni teniški hram slavnih. 